# Pierre Sainte Anne
La Pierre Sainte Anne, située à Belle-Île-en-Mer, est un menhir qui se trouve sur la commune de Bangor. On le désigne aussi sous le nom de menhir de Kervarijon.

## Description
Ce menhir, placé à proximité de la route, mesure 3,50 m de hauteur, et pèse 6,2 tonnes. Il est taillé dans un bloc de quartz laiteux. Il diffère en cela des deux menhirs de Sauzon, « Jean » et « Jeanne », qui sont taillés dans un micaschiste local.